# Reina Mundial del Banano 2014
La edición 2014 del Reinado Mundial del Banano se celebró el 27 de septiembre en el marco de la Feria Mundial del Banano en Machala, Ecuador, en el cual 18 candidatas de diferentes países y territorios autónomos compitieron por la corona de dicho certamen de belleza, donde Manou Vivien Volkmer, Reina Mundial del Banano 2013 de Alemania coronó a Susan Romanishin, representante de USA Latina como su sucesora.

## Posiciones
| Resultados                    | Delegadas                          |
| Reina Mundial del Banano 2014 | - USA Latina - Susan Romanishin    |
| Vi Reina del Banano 2014      | - Brasil - Alessandra Freitas      |
| 1.ª. Finalista                | - Venezuela - Axel López           |
| 2.ª. Finalista                | - México - Jessica Lerma Palomares |
| 3.ª. Finalista                | - Ecuador - Nicole Loor Velásquez  |

### Premios Especiales
| Premio                  | Candidata                           |
| Miss Simpatía           | Brasil - Alessandra Freitas         |
| Miss Fotogénica         | Colombia - Ivonne Palencia Querubin |
| Mejor Traje Nacional    | México - Jessica Lerma Palomares    |
| Mejor Traje de Fantasía | Panamá - Sasha Nikyta Kam           |

## Candidatas
| País/Territorio      | Candidata                       | Residencia     |
| Alemania             | Emine Aliu                      | Gütersloh      |
| Argentina            | Antonella Cecilia Kruger Flores | Zárate         |
| Brasil               | Alessandra Freitas              | Martins Soares |
| Chile                | Michelle Andreus                | Las Condes     |
| Colombia             | Ivonne Palencia Querubin        | Cartagena      |
| Costa Rica           | Hellen Morales                  | San José       |
| Ecuador              | Nicole Loor Velásquez           | Manta          |
| El Salvador          | Stefani Jasmine Palma Rebollo   | San Salvador   |
| Guatemala            | Ilse Renate Klug Hengstenberg   | Alta Verapaz   |
| Honduras             | Esthefany Perdomo               | La Ceiba       |
| México               | Jessica Lerma Palomares         | Sonora         |
| Nicaragua            | Yumara Alcócer                  | Panamá         |
| Panamá               | Sasha Nikyta Kam                | Panamá         |
| Perú                 | María José Cruz                 | Moquegua       |
| República Dominicana | Kimberly Peña                   | Santo Domingo  |
| Taiwán               | Chen Xiao-Wen                   | Taipéi         |
| USA Latina           | Susan Romanishin                | California     |
| Venezuela            | Axel Carolina López Aldana      | Caracas        |

### Retiros
- Puerto Rico

### Regresos
- Chile

## Crossovers
- Algunas candidatas compitieron o competirán en algún otro certamen Internacional

Miss Mundo
- 2011:  Argentina: Antonella Cecilia Kruger Flores (Top 36-Beach Beauty; Top 20-Top Model; Top 20 Beauty With A Purpose)

Miss Internacional
- 2013:  Taiwán: Chen Xiao-Wen
  - representando  China Taipéi'

Miss Intercontinental
- 2013:  Alemania: Emine Aliu
  - representando  Kosovo'

Reinado Internacional del Café
- 2014:  El Salvador: Stefani Jasmine Palma Rebollo (Miss Simpatía)

Miss Turismo Mundo 
- 2014:  Guatemala: Ilse Renate Klug (no clasificó)

Miss América Latina 
- 2015:  Guatemala: Ilse Renate Klug (Top 10)

Caraïbes Hibuscus 
- 2010:  Venezuela: Axel López (1.ª finalista)

Miss Intercontinental Queen
- 2014:  Costa Rica: Hellen Morales (Ganadora)

Teen Universe
- 2012:  Panamá: Sasha Nikyta Kam  (Ganadora)

Miss Mesoamérica
- 2013:  Costa Rica: Hellen Morales
- 2014:  El Salvador: Stefani Jasmine Palma Rebollo

Pacífico & Caribe 
- 2013:  Guatemala: Ilse Renate Klug Hengstenberg

Reina Internacional de los Mares y el Turismo
- 2012:  Argentina: Antonella Cecilia Kruger (Ganadora)